# Zuweiserportal
Das Zuweiserportal (andere Bezeichnungen Einweiserportal, Überweiserportal oder Arztportal) ist eine webbasierte Plattform und dient der digitalen Einsichtnahme auf patientenbezogene Daten des Krankenhauses durch den nachbehandelnden niedergelassenen Arzt.
Dabei wird das Portal als webbasiertes Extranet, in dem nur authentifizierte niedergelassene Ärzte Zugang haben, von Krankenhäusern in deren IT-Landschaft implementiert und den zuweisenden Ärzten zur Verfügung gestellt. Der zuweisende Arzt benötigt für den Zugang zum Portal lediglich einen internetfähigen Computer. Der Gebrauch des Portals ist ähnlich einfach wie Online-Banking.

## Charakteristika von Zuweiserportalen
Zuweiserportale gehen in den meisten Fällen von einem Krankenhaus aus. Die Datenhaltung liegt im Krankenhaus. Die Daten stehen nur eine begrenzte Zeit zur Einsichtnahme zur Verfügung. Daten stehen für den niedergelassenen Arzt bereits während des stationären Aufenthalt zur Verfügung. Zuweiserportale dienen der Unterstützung von Behandlungsprozessen. Dabei werden sowohl behandlungsbezogene – aber auch Aufbau- oder ablauforganisatorische Informationen (Veranstaltungen, Nachrichten, Prozessbeschreibungen). In den meisten Fällen enthalten Zuweiserportale die Möglichkeit zur Abbildung von Workflows (Terminvereinbarungen, Konsiliaranfragen, Nachbehandlungsformulare etc.).

## Abgrenzung zu elektronischen Patientenakten
Elektronische Patientenakten (Abk.: EPA) speichern Behandlungsdaten behandlungsübergreifend und lebenslang bzw. exakt so lange, wie die Archivierung vorgeschrieben und zulässig ist (z. B. 30 Jahre nach dem letzten Fall im Krankenhaus) – nicht wie in Zuweiserportalen begrenzt auf den Medizinischen Fall.
Die medizinisch/pflegerische Information steht im Mittelpunkt und wird in einem Netz von Leistungserbringern genutzt – Zuweiserportale unterstützen den Behandlungsverlauf von der Voruntersuchung über den stationären Aufenthalten bis zur Nachbehandlung. Dabei stehen koordinierende und logistische Funktionen den reinen Behandlungsdaten zur Seite.

## Abgrenzung zu Zuweisermarketing
Gerade Krankenhäuser der Maximal- und Regelversorgung setzen verstärkt auf Niedergelassene Ärzte in der Region. So gibt es – neben einem Zuweiserportal – weitere Möglichkeiten, um mit den Einweisern in Kontakt zu treten. Wann empfiehlt ein Arzt ein Krankenhaus aus Überzeugung, wann schickt er seine Patienten nur ungern dorthin? Einer der Hauptaspekte dabei ist die Informationspolitik des Krankenhauses. Ein reger Austausch – neben hoher medizinischer Kompetenz und Erreichbarkeit – ist ein starkes Argument für eine effektive Zusammenarbeit.
Die Vermittlung von Fakten und Transparenz steht im Vordergrund, um diese Zielgruppe nachhaltig zu binden. Prinzipiell müssen sämtliche Maßnahmen das knappe Zeitfenster des niedergelassenen Arztes schonen, ihm wenig Aufwand verursachen und unmittelbaren Vorteil bringen.

## Ziele und Anwendungsgebiete
Das Zuweiserportal wurde im Rahmen der Umstrukturierung der Gesundheitswirtschaft entwickelt. Es ist ein wirkungsvolles Mittel, naturgemäße Kommunikationsprobleme zwischen Krankenhäusern und mitbehandelnden Ärzten zu überwinden, die Integrierte Versorgung voranzubringen und die bestmögliche Versorgung der Patienten sicherzustellen. Zuweiserportale können unterschiedlichen Zielen dienen:
Verbessertes Aufnahmemanagement
Durch Unterstützung des niedergelassenen Arztes bei Terminkoordinierungen (eBooking), durch die elektronische Übernahme von Vorbefunden und die Möglichkeit für Rückfragen bereits vor der Aufnahme lässt sich der Aufnahmeprozess im Krankenhaus optimieren.
Verbessertes Entlassmanagement
Niedergelassene Ärzte erhalten heute oft nur einen Teil der für die Nachbehandlung notwendigen Informationen. Durch fehlende Daten kommt es zu suboptimalen Prozessen in der Praxis niedergelassener Ärzte, als auch zu Qualitätsverlusten in der Behandlung. Über Zuweiserportale erhält der nachbehandelnde Arzt Daten höherer Tiefe (z. B. Befunde, Diagnosen, Therapien) in kürzerer Zeit (sofort nach Erfassung).
Unterstützung bei Projekten der Integrierten Versorgung (§§ 140a-d SGB V)
Projekte der Integrierten Versorgung (IGV) zeichnen sich durch abgestimmte Teilbehandlungen mehrerer Leistungserbringer über Einrichtungs- und Sektorgrenzen hinweg zur Gesamtbehandlung aus. Im Rahmen der Teilbehandlungen sind Leistungserfassungen und Dokumentationen verteilt zu erstellen. Vereinbarte Prozessschritte müssen eingehalten und überwacht werden. Zuweiserportale bieten die Möglichkeit, Prozesse der IGV mit Krankenhausbeteiligung abzubilden und neben den für alle Beteiligten notwendigen Behandlungsdaten die Prozesse abzubilden und aktiv zu unterstützen (durch Hinweise etc.).

## Anbieter (Beispiele)
- POLAVIS CLINIC
- Agfa Engage Suite